# ريان روبرتسون
ريان روبرتسون (بالإنجليزية: Ryan Robertson)‏ مواليد 2 أكتوبر 1976 في لوتون، هو لاعب كرة سلة أمريكي سابق. بدأ مسيرته الاحترافية في سنة 1999. تم اختياره من قبل فريق سكرامنتو كينغز خلال الدرافت. يبلغ طوله 6 قدم 5 بوصة (2.0 م). لعب كرة السلة الجامعية في جامعة كانساس. اعتزل اللعب في 2005.

## روابط خارجية
- ريان روبرتسون على موقع إن بي أي (الإنجليزية)
- ريان روبرتسون على موقع سبورتس رفرنس (الإنجليزية)
- ريان روبرتسون على موقع كرة السلة الأوروبية.كوم (الإنجليزية)
- ريان روبرتسون على موقع كلية كرة السلة في سبورتس رفرنس.كوم (الإنجليزية)
- ريان روبرتسون على موقع ريلجم (الإنجليزية)
- ريان روبرتسون على موقع بروبوليرز (الإنجليزية)
- ريان روبرتسون على موقع سبورتس رفرنس (الإنجليزية)